# Сражение при Баня-Луке (1737)
Сражение при Баня-Луке (анг. Battle of Banja Luka) произошло 4 августа 1737 года во время австро-турецкой войны (1737-1739) между армиями Габсбургской монархии и Османской империи и закончилось победой турок.
Австрийские войска под командованием генерала Йозефа Саксен-Гильдбургхаузена, предназначенные для операции в Боснии, имели задачу занять главными силами Баня-Луку и Яйце и прорваться в долину Боснии и Дрины, а вспомогательными силами, двигаясь из Удбины, Карловаца и Загреба, взять под контроль Боснийскую Крайну.
16 июля Гильдбургхаузен с численностью около 16 500 человек форсировал Саву у Старой Градишки и, наступая на Баня-Луку, ворвался в деревню Киевце, откуда продолжил движение двумя колоннами. По основному направлению: Машичи — Маховляны — Клашнице — Трн, и вспомогательному: Юрковица — Буковица. Не встречая значительного сопротивления, он 23 июля прорвался к Баня-Луке, севернее города, откуда направил вспомогательную колонну на Лауш. Город защищали около 5000 турок, опиравшихся на крепость.
Так как гарнизон отказался сдаться, австрийцы закрыли все подходы на левом берегу Врбаса, затем построили мост вниз по течению от устья Врбаса и еще один выше по течению от города, затем перебросили более слабые силы под командованием генерала Бараньяи на правый берег Врбаса, чтобы закрыть подход к Бане-Луке с восточной стороны. В то же время они начали планомерное обложение с линии Лауш — Ушче — Врбаня. 29 июля защитники были вынуждены отступить к крепости. К 3 августа, несмотря на постоянные вылазки турок, австрийцы приблизили параллель к крепости на расстояние штурма, с намерением провести его 4 августа при содействии войск генерала Бараньяи.
Тем временем боснийский визирь Хекимоглу Али-паша собрал свои силы возле Травника и около 20 июля двинулся через Яйце в сторону Баня-Луки. В деревне Подрашницы к нему присоединился комендант Зворника Мехмедбег Фидахич со своим отрядом, который ранее разбил австрийскую удбинскую колонну. 3 августа Али-паша с примерно 15 000 человек двинулся на правый берег Врбаса у села Крмине, затем продолжил движение в направлении деревень Любачево — Мемичи — Бастахи — Понир — Старчевица и 4 августа оказался перед Баня-Лукой.
Гильдбургхаузен, узнав 3 августа, что на левом берегу Врбаса находятся сильные турецкие войска, решил атаковать их, поэтому вернул часть сил генерала Бараньяи на левый берег. Узнав, что турки находятся на правом берегу, он начал перебрасывать основные силы на ту сторону, где Али-паша уже сгруппировался для атаки.
Как только войска под командованием Хекимоглу Али-паши утром 4 августа атаковали австрийскую армию, защитники крепости начали наступление на левом берегу Врбаса. Искусным маневром кавалерии турки ударили по левому флангу не успевшей построится боевой линии, где находилась австрийская кавалерия, сломали его и проникли в тыл, вызвав панику во всей линии. Вокруг моста продолжались ожесточенные бои. Австрийцы отражали османские атаки огнём основных сил с левого берега и батальонов, защищающих понтонный мост. Когда защитникам крепости удалось занять понтонный мост, австрийские войска на левом берегу Врбаса стали отступать, и солдаты пыталась спастись, переправившись через реку, но многие из них не умели плавать и утонули в реке. Бои прекратились ночью с 4 на 5 августа; турки вошли в осажденную крепость.
Австрийцы потеряли около 600 убитыми и 250 ранеными; турецкие потери, вероятно, были меньше. Австрийцы сняли осаду и начали отход к Старой Градишке, 13 августа перешли на левый берег Савы. Из-за поражения под Баня-Лукой другие войска также были выведены из Боснии.